# Bryan Bronson
John Bryan Bronson (Jasper, 9 settembre 1972) è un ex ostacolista statunitense.

## Palmarès

### Mondiali
- 1 medaglia:
  - 1 bronzo (Atene 1997 nei 400 metri ostacoli)